# قطعنامه ۵۶۱ شورای امنیت
قطعنامه ۵۶۱ شورای امنیت سازمان ملل متحد که در تاریخ ۱۷ آوریل ۱۹۸۵ تصویب شد، سندی بین‌المللی دربارهٔ اسرائیل-لبنان است. این قطعنامه طی نشست ۲۵۷۵ام با ۱۳ موافق، ۰ مخالف و ۲ ممتنع تصویب شد.